# Volilni okraji Estonije
Volilni okraji v Estoniji so razdelitev države na manjše volilne enote.Estonski parlament Riigikogu sestavlja 101 član, izvoljeni so iz 12 ločenih geografskih območij ali volilnih okrožij. Delitev volilnih enot temelji na okrajih Estonije, od katerih so nekateri združeni ali razdeljeni glede na velikost prebivalstva. Glavno mesto Talin je razdeljeno na tri volilne okraje, ki temeljijo na siceršnjih upravnih okrajih v mestu. Na volitvah v Evropski parlament ima Estonija samo en nacionalni volilni okraj.

## Zemljevid volilnih okrajev
|        | Koda                                                   | Volilni okraj | Sedeži |
| ------ | ------------------------------------------------------ | ------------- | ------ |
| 1      | Okrožja Haabersti, Põhja-Tallinn in Kristiine v Talinu | 10            |        |
| 2      | Okrožja Kesklinn, Lasnamäe in Pirita v Talinu          | 13            |        |
| 3      | Okrožja Mustamäe in Nõmme v Talinu                     | 8             |        |
| 4      | Harju - (razen Tallinn) in Raplamaa                    | 15            |        |
| 5      | Hiiu, Lääne in Saaremaa                                | 6             |        |
| 6      | Lääne-Virumaa                                          | 5             |        |
| 7      | Ida-Virumaa                                            | 7             |        |
| 8      | Järva - in Viljandimaa                                 | 7             |        |
| 9      | Jõgeva - in Tartumaa (razen Tartu)                     | 7             |        |
| 10     | Tartu                                                  | 8             |        |
| 11     | Võru -, Valga - in Põlvamaa                            | 8             |        |
| 12     | Pärnumaa                                               | 7             |        |
| Source | Source                                                 | 101           |        |